# Sowieso
Sowieso is een nummer van de Duitse zanger Mark Forster uit 2017. Het is de derde single van zijn derde studioalbum TAPE.
"Sowieso" is een vrolijk nummer dat volgens Forster optimisme en levensvreugde uitstraalt. Volgens Forster gaat de plaat "over hem en zijn goede humeur". De boodschap van het nummer is om niet te wanhopen door ongelukken, maar juist positief vooruit te kijken en moedig te blijven in roerige en onzekere tijden. Forster kreeg de inspiratie voor het nummer tijdens een reis naar New Orleans.
Het nummer werd een hit in het Duitse taalgebied. In Duitsland kwam het tot de 22e positie.